# Mycerinopsis
Mycerinopsis is een kevergeslacht uit de familie van de boktorren (Cerambycidae). De wetenschappelijke naam van het geslacht werd voor het eerst geldig gepubliceerd in 1864 door Thomson.

## Soorten
Mycerinopsis omvat de volgende soorten:
- Mycerinopsis apomecynoides Hayashi, 1972
- Mycerinopsis densepunctata Breuning, 1948
- Mycerinopsis excavata Breuning, 1948
- Mycerinopsis lineatus Gahan, 1894
- Mycerinopsis parunicolor Breuning, 1965
- Mycerinopsis subunicolor Breuning, 1968
- Mycerinopsis subuniformis (Pic, 1926)
- Mycerinopsis tonkinea (Pic, 1926)
- Mycerinopsis unicolor (Pascoe, 1866)
- Mycerinopsis flavosignata Breuning, 1973
- Mycerinopsis fulvescens Breuning, 1973
- Mycerinopsis lacteola (Hope, 1841)
- Mycerinopsis papuana Breuning, 1958
- Mycerinopsis spinipennis Breuning, 1939
- Mycerinopsis uniformis (Pascoe, 1863)